# Такаши Такабајаши
Такаши Такабајаши (јап. 高林 隆; 2. август 1931 — 27. децембар 2009) био је јапански фудбалер.

## Каријера
Током каријере је играо за Tanabe Pharmaceutical и Осака.

## Репрезентација
За репрезентацију Јапана дебитовао је 1954. године. Учествовао је и на олимпијским играма 1956. За тај тим је одиграо 9 утакмица и постигао 2 гола.

## Статистика
| Јапан  | Јапан   | Јапан  |
| Година | Наступи | Голови |
| ------ | ------- | ------ |
| 1954.  | 3       | 2      |
| 1955.  | 5       | 0      |
| 1956.  | 0       | 0      |
| 1957.  | 0       | 0      |
| 1958.  | 1       | 0      |
| Укупно | 9       | 2      |